# Leonardo Bistolfi
Leonardo Bistolfi (Casale Monferrato, 15 marzo 1859 – La Loggia, 3 settembre 1933) è stato uno scultore e politico italiano, importante esponente del simbolismo italiano.

## Biografia

### Gli esordi
Figlio di Giovanni Bistolfi, anch'egli scultore, e di Angela Amisano, nel 1876 si iscrisse grazie a una borsa di studio del Comune all'Accademia di Belle Arti di Brera a Milano, dove ebbe come maestro Giosuè Argenti. Nel 1880 frequentò i corsi di Odoardo Tabacchi all'Accademia Albertina di Torino. Nel 1885 fu affiliato alla Massoneria presso la loggia "Dante Alighieri" di Torino e diverse sue opere evidenziano simbologie esoteriche.

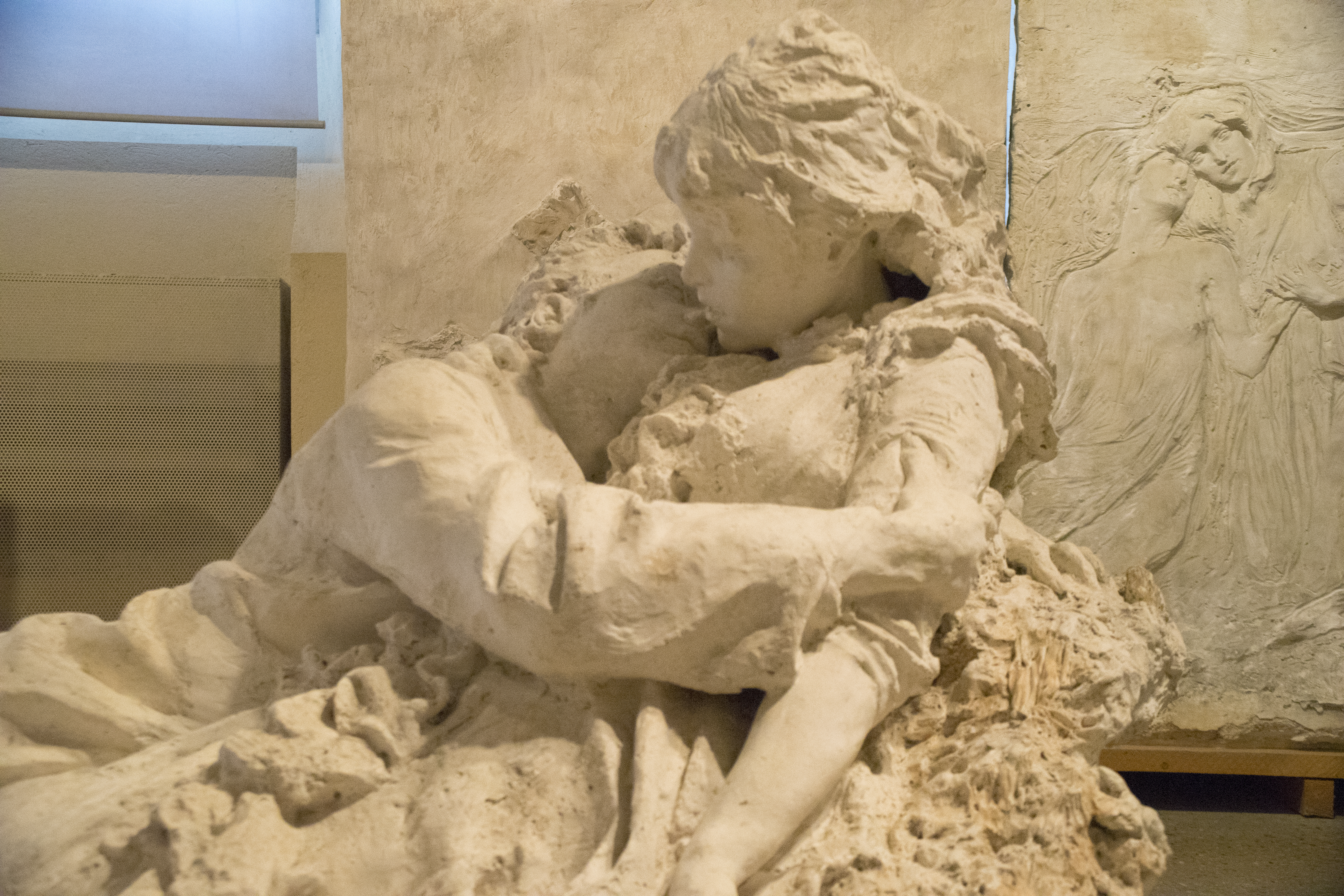
Gli Amanti, particolare

Le prime opere (Le lavandaie, Tramonto, Vespero, Boaro, Gli amanti), eseguite tra il 1880 e il 1885, risentirono dell'influsso della Scapigliatura milanese. Nel 1882 realizzò L'angelo della Morte per la tomba Brayda al Cimitero monumentale di Torino e il busto di Antonio Fontanesi (1883) per l'Accademia Albertina, indirizzandosi verso il Simbolismo che non abbandonerà più. Sua anche, al Cimitero monumentale di Staglieno (Genova), la tomba del Senatore Tito Orsini.

### I monumenti commemorativi
Da questo momento fino al 1914 realizzò numerosi busti, medaglie e ritratti di personaggi illustri (Lorenzo Delleani, Giuseppe Antonio Ottavi, Ottavio Ottavi, Urbano Rattazzi a Casale Monferrato, Vittorio Emanuele II, Umberto I, Cesare Lombroso a Verona, Vittorio Bersezio, Edmondo De Amicis, Emilio Treves, per citarne alcuni).

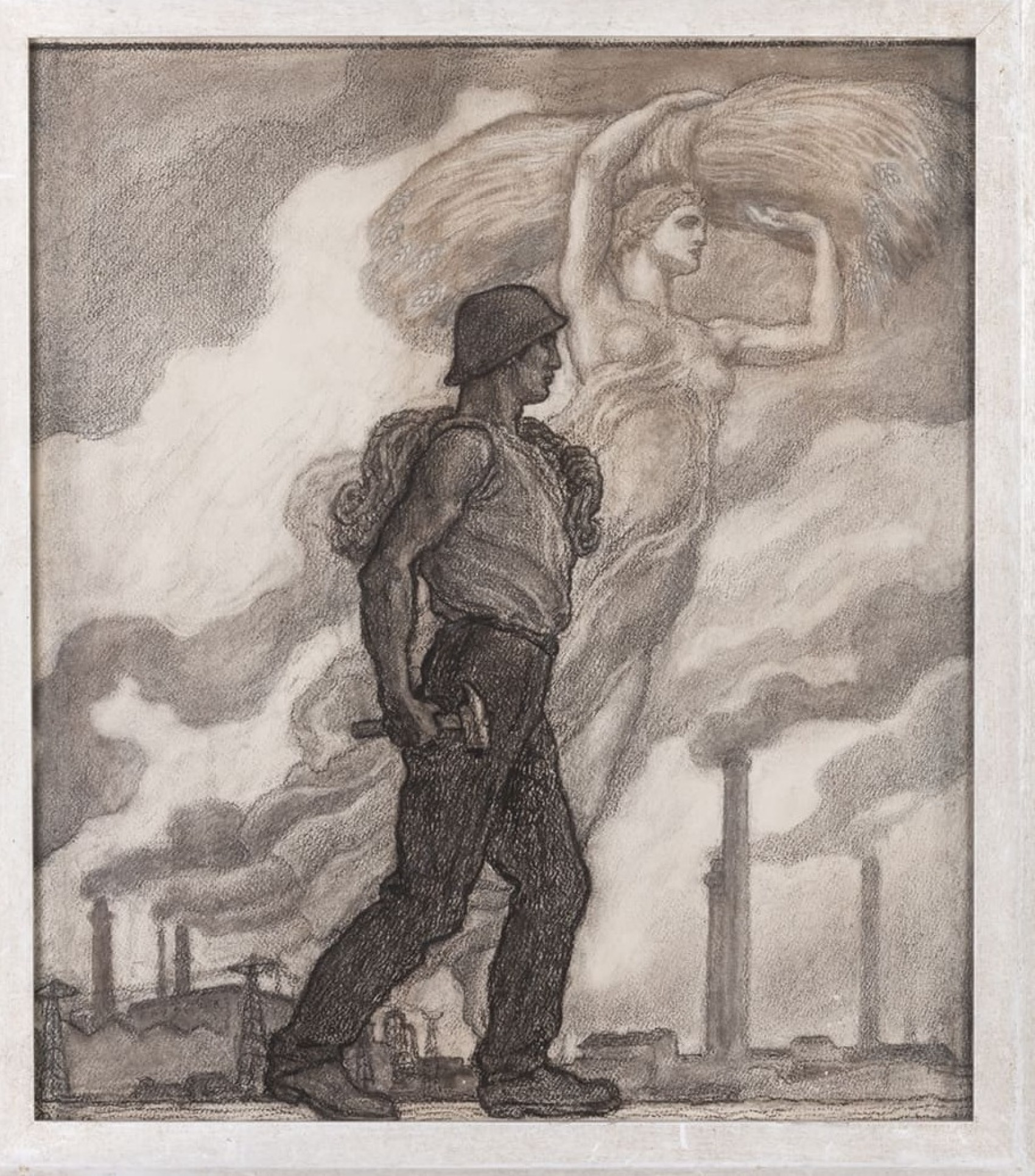
Allegoria del lavoro

Nel 1888 iniziò a partecipare ad alcuni concorsi per monumenti celebrativi che non lo videro vincitore: per il monumento a Giuseppe Garibaldi fu superato da Ettore Ximenes (nonostante ciò, il bozzetto di Bistolfi venne poi realizzato in bronzo a seguito di una sottoscrizione di alcuni artisti), per il monumento equestre al Principe Amedeo di Savoia, promosso dal Comune di Torino, fu superato da Davide Calandra, mentre per il monumento alla famiglia Cairoli a Pavia ottenne solo un riconoscimento ufficiale. La carriera però non si arresta: agli inizi degli anni novanta venne nominato membro onorario dell'Accademia Albertina e segretario del Circolo degli Artisti. In quegli anni ebbe tra i suoi allievi Matteo Olivero, futuro esponente del divisionismo italiano, al quale trasmise l'interesse e l'insegnamento della scultura.
Nel 1893 sposò Maria Gusberti. Dal 1892 al 1894 decorò la XVI Cappella del Sacro Monte di Crea.

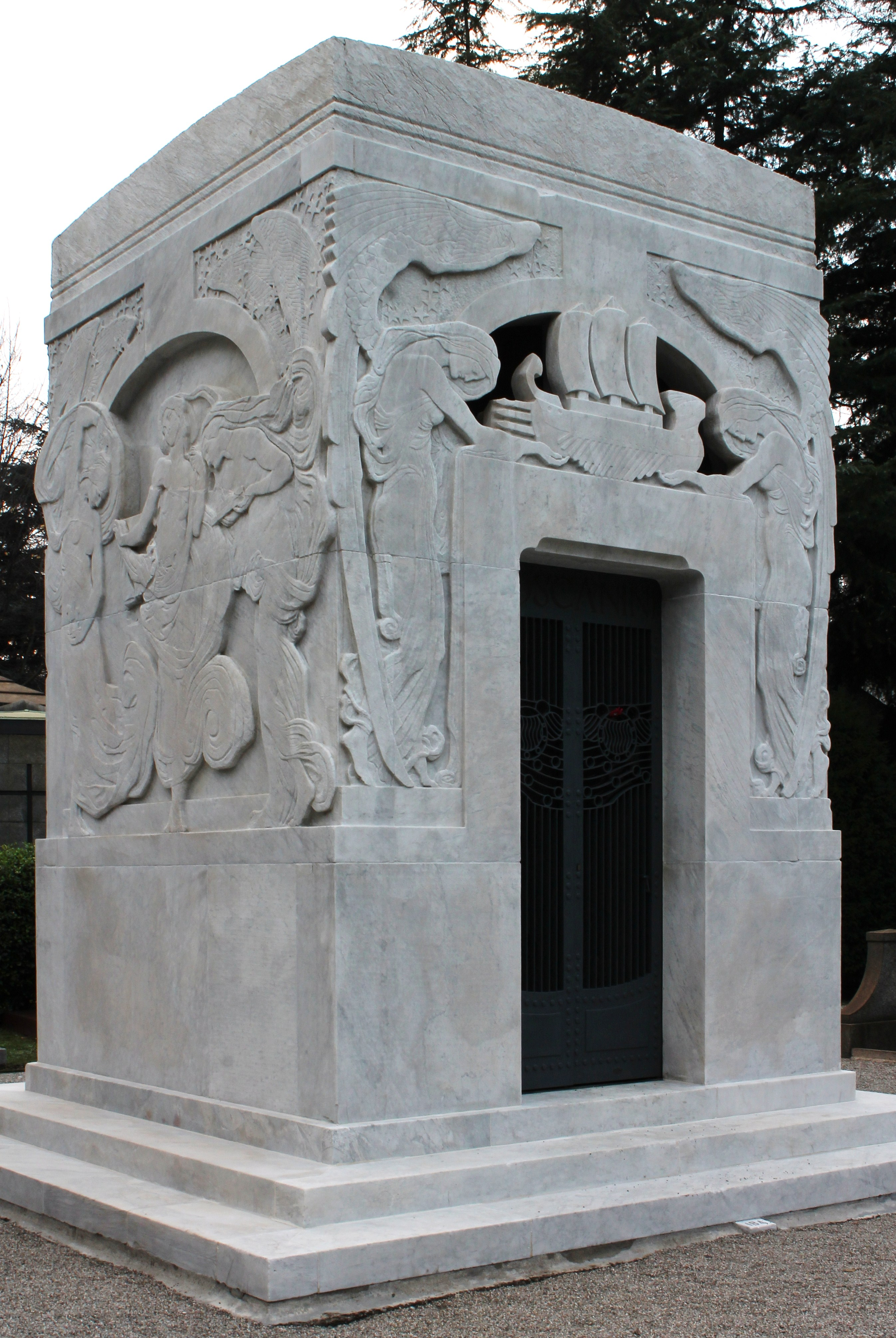
Cappella Toscanini, Cimitero Monumentale di Milano

### Le opere funerarie
Tra il 1892 e il 1908 eseguì diversi monumenti funerari (statue e rilievi), tra cui la targa funeraria per André Glades a Ginevra, il monumento funebre a Sebastiano Grandis (Borgo San Dalmazzo), la tomba di Hermann Bauer nel Cimitero monumentale di Staglieno, la tomba del senatore Federico Rosazza e la cosiddetta Sfinge per la tomba Pansa di Cuneo, conclusa 1892 ma ideata nel 1890, che lo allineò molto per tempo sull'onda della rivoluzione simbolista europea, la cui realizzazione venne seguita da amici artisti e letterati quasi come una rivelazione. Tra il 1894 e il 1897 realizza a Frascarolo (PV) la Cappella sepolcrale Vochieri, dove all'interno è conservato Le Spose della Morte, un bassorilievo in marmo che esprime una consapevole vicinanza alle tematiche del preraffaellismo inglese. Sempre nella stessa cappella è conservato il monumento funebre in memoria del piccolo Giovannino Vochieri.
In breve Bistolfi divenne, anche un po' suo malgrado, il "Poeta della Morte", per via dei suoi temi ricorrenti, tutti segnati da un sensibilissimo atteggiamento di non scontata contemplazione del momento fatale del passaggio all'al di là. Uno dei suoi capolavori è la tomba della famiglia Toscanini nel Cimitero Monumentale di Milano, dove è sepolto anche il grande direttore d'orchestra Arturo Toscanini. Nello stesso cimitero realizzò l'inquietante tomba di Erminia Cairati Vogt, dove la morte fisica è interpretata come un ritorno nel flusso continuo del divenire naturale.
Contarono, negli sviluppi di queste idee, anche le frequentazioni del positivismo torinese, in particolare dell'ambiente culturale raccolto attorno alla figura di Cesare Lombroso. Era allora diffusa fra gli intellettuali torinesi anche una simpatia verso il movimento socialista e Bistolfi si trovò perfettamente calato in quel mondo, che passava dall'idealismo dell'arte e della politica a concrete opere di paternalismo e di filantropia secondo un modello fabiano. Esempio tipico di questo percorso fu Giovanni Cena, amico intimo di Bistolfi, e principale tramite della venuta a Torino nel 1901 del grande scultore parigino Auguste Rodin per visitare lo studio del maestro casalese. Bistolfi fondò nel 1902 con Davide Calandra, Giorgio Ceragioli, Enrico Reycend ed Enrico Thovez la rivista L'Arte Decorativa Moderna. Partecipò alla prima edizione della Biennale di Venezia e ad altre cinque edizioni tra il 1895 e il 1905. Proprio nel 1905 ottenne una mostra personale e ricevette un premio per la scultura.
Nel 1901 realizzò il grande crocefisso per la famiglia Brayda a Villarbasse, poi replicato in molte versioni, anche in piccolo. Ne esiste una copia nel mausoleo del Vittoriale degli Italiani a Gardone Riviera. Nel 1902 realizzò il manifesto liberty della Esposizione internazionale d'arte decorativa moderna di Torino. Sempre nel primo decennio del Novecento scolpì il gruppo marmoreo La Croce per la tomba Orsini nel cimitero monumentale di Staglieno di cui esiste una copia nella chiesa di San Domenico ad Alba.
Nel 1906 realizzò un monumento per il pittore Giovanni Segantini, La bellezza liberata dalla materia noto anche come l'Alpe, conservato alla Galleria Nazionale d'Arte Moderna di Roma. Lo stesso pittore venne da lui celebrato con i monumenti a Saint Moritz e Arco.
Per il Vittoriano realizzò il gruppo marmoreo Il sacrificio ma, dopo essere stato nominato nel 1907 membro della Commissione, si dimise con Benedetto Croce, Ludovico Pogliaghi e Corrado Ricci in segno di protesta per la decisione di rappresentare nel monumento soggetti storici anziché allegorici. Nello stesso anno partecipò alla VII Esposizione internazionale d'arte di Venezia.
Tra il 1907 e il 1908 realizzò il monumento dedicato a Giuseppe Garibaldi nella città di Sanremo. Mentre tra il 1908 e il 1909 realizzò La nostalgia della riva lontana - Monumento a Zanardelli sul lungolago di Maderno. Suo il monumento per il senatore Federico Rosazza Pistolet, inaugurato a Rosazza nel 1909. Suo il busto di Gerolamo Rovetta del 1911, nell'atrio del Teatro Grande a Brescia. Sempre nel 1911 realizzò il monumento a Francesco Anzani ad Alzate Brianza. Fu amico del pittore marchigiano Adolfo de Carolis, che condivideva la sua estetica simbolista. Nel 1923 venne nominato Senatore del Regno.

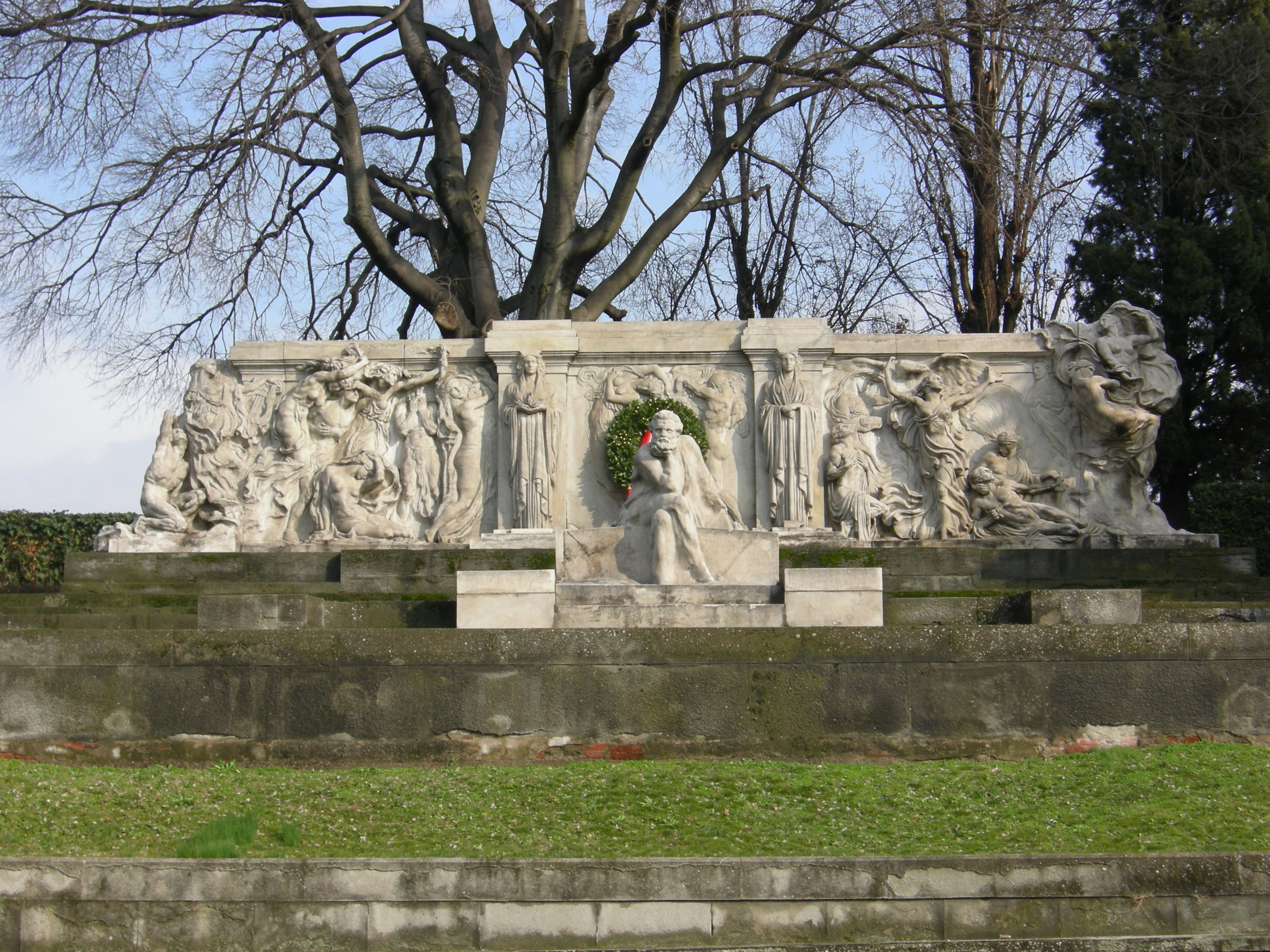
Monumento a Giosuè Carducci, Bologna

### Le grandi opere della maturità
Nel 1926 sì occupò degli altorilievi presenti nel monumento ai caduti di Sartirana Lomellina e di Correggio. Nel 1928 concluse i suoi capolavori maturi tra cui il Monumento a Giosuè Carducci a lato dell'edificio storico di Casa Carducci a Bologna, il monumento bronzeo di Giuseppe Garibaldi a cavallo posto al centro dei giardini del Prolungamento a mare di Savona e il Monumento ai Caduti per Casale Monferrato.

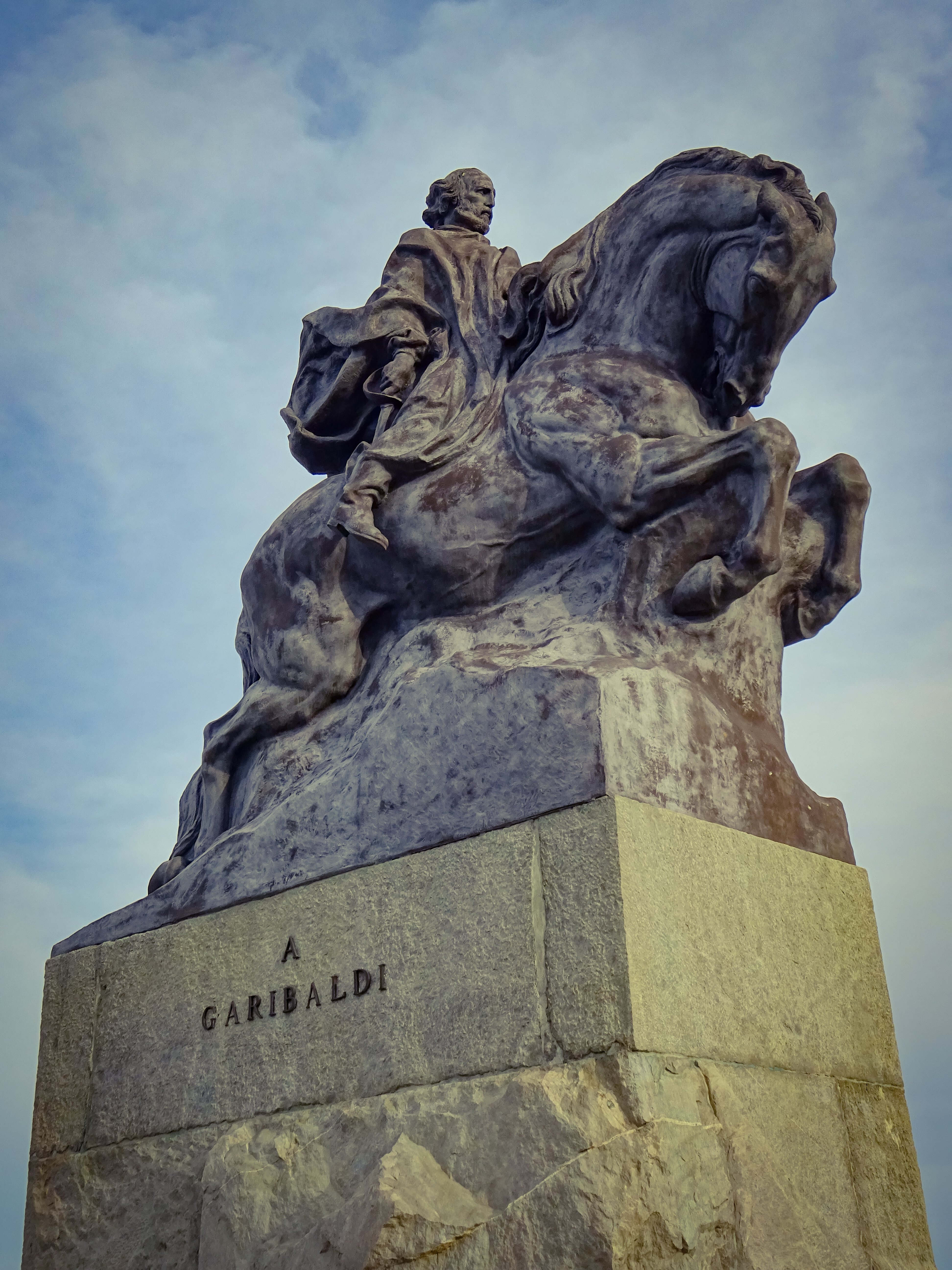
Monumento a Giuseppe Garibaldi, Savona

Le sue ultime opere, alcune delle quali ideate decenni prima, possiedono una carica visionaria notevolissima, che gli studi più recenti stanno giustamente rivalutando anche in rapporto agli sviluppi della scultura novecentesca in Italia. Esse furono però accolte con freddezza dagli intellettuali contemporanei, ormai orientati verso le poetiche del Novecento. In particolare, Bistolfi subì le stroncature di Ardengo Soffici, che non giovarono alla sua fama futura, mentre, al contrario, lo scultore Arturo Martini ne ebbe per tutta la sua vita un caloroso e simpatico ricordo. Il dilagare del cosiddetto "bistolfismo", ovvero l'opera di innumerevoli imitatori della sua poetica tardo-liberty senza più le alte qualità intellettuali del maestro, ebbe per risultato la caduta di interesse per la sua figura di scultore, riscattata negli ultimi vent'anni da un rinnovato impegno di critici e storici dell'arte a rivalutarne l'opera, anche nei campi della pittura, della poesia e della critica d'arte.
Fu nominato senatore del Regno d'Italia dalla XXVI legislatura. Morì a La Loggia, in provincia di Torino, il 3 settembre del 1933. Riposa nel cimitero di Casale Monferrato.
Recentemente, nella sua città natale è stato realizzato dal giovane artista Giovanni Saldì un monumento a lui dedicato ubicato in uno spazio verde tra il Castello dei Paleologi e il Po.

### Seguaci
I principali e più fedeli collaboratori del suo studio furono: Guido Bianconi, Giacomo Cometti, Angiolo Del Santo, Giacomo Giorgis, Giovanni Riva, Arturo Stagliano. Molti altri ebbero rapporti di collaborazione limitata nel tempo: Giovanni Battista Alloati, Angelo Balzardi, Cesare Biscarra, Giuseppe Brigoni, Josè Cuneo, Adriana Darù, Celestino Fumagalli, Fiorenzo Gianetti, Materno Giribaldi, Edoardo Rubino, César Santiano. Altri scultori documentati ebbero un ruolo solamente esecutivo, tra questi Pietro Camilla, Spirito Luciano, Carlo "Carrara" Sergiampietri. Un suo allievo fu Alterige Giorgi.

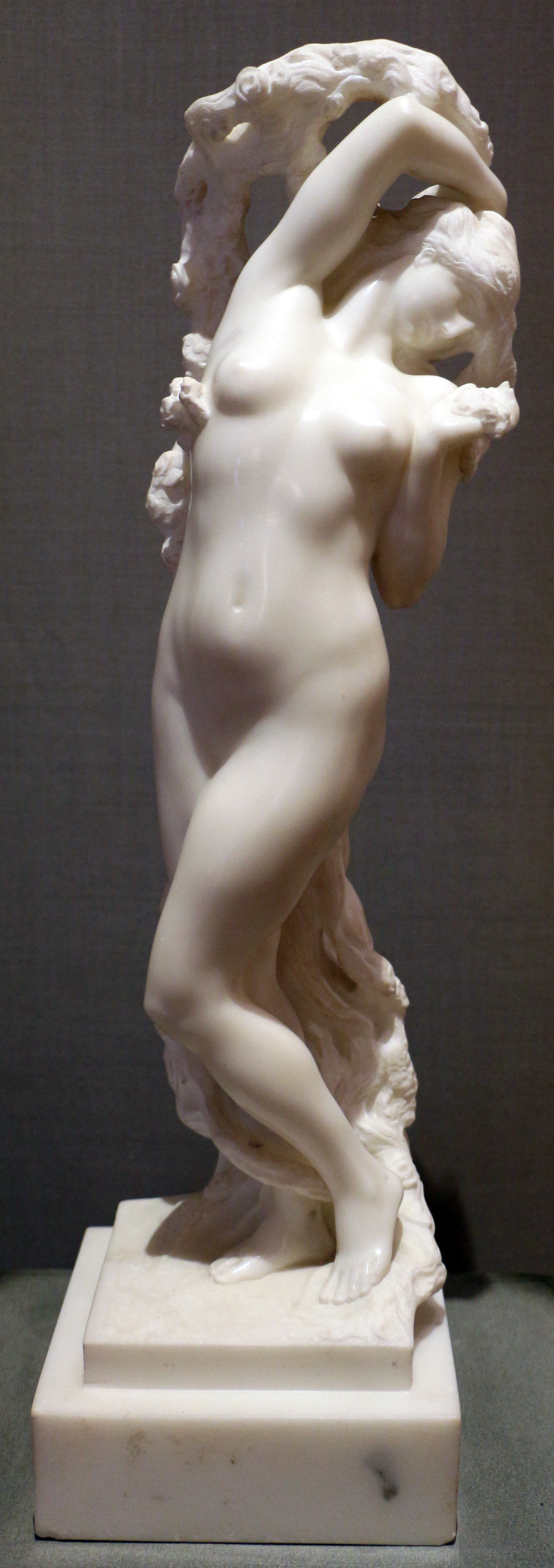
Il profumo, marmo, Raccolte Frugone
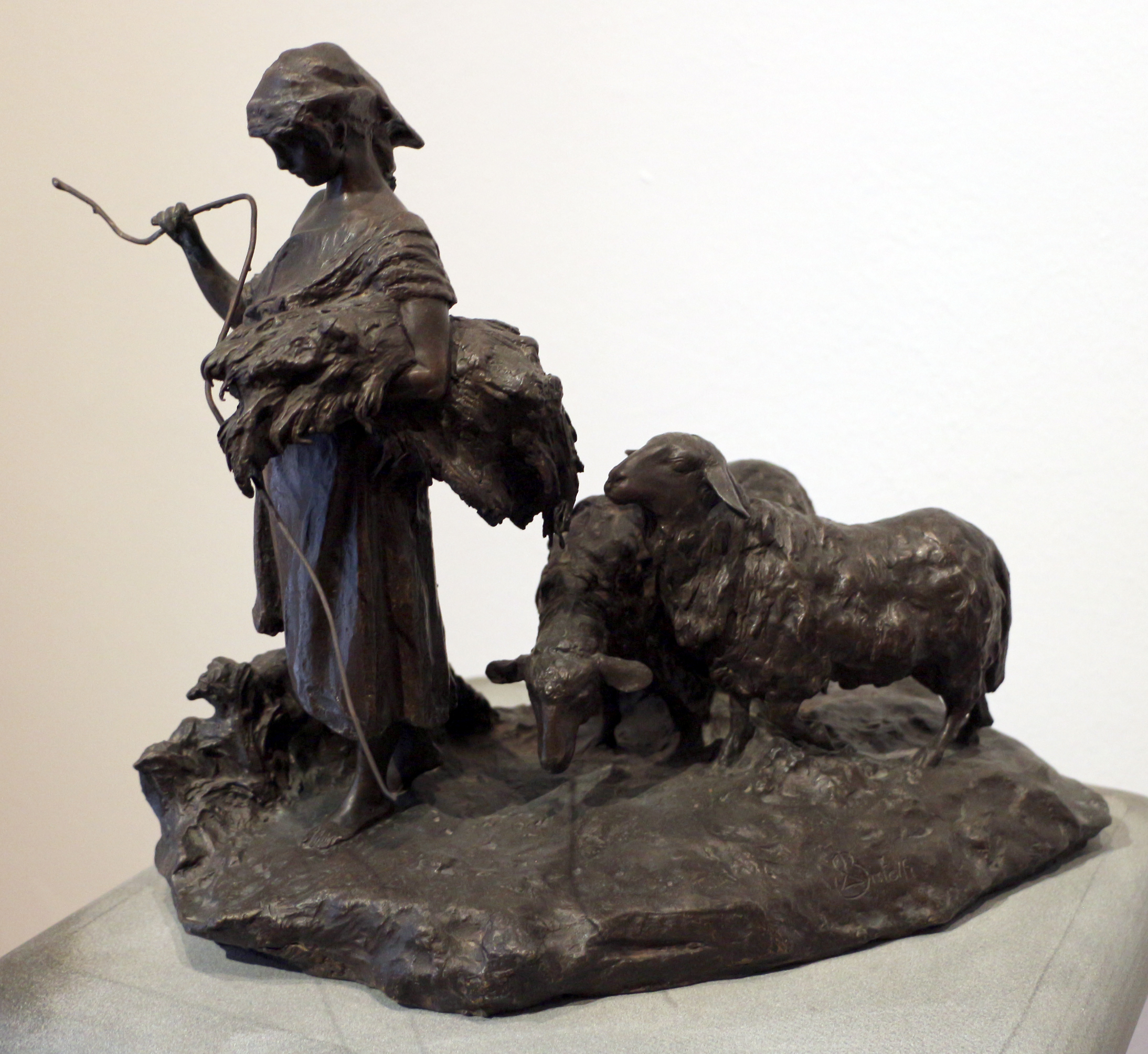
Per i campi
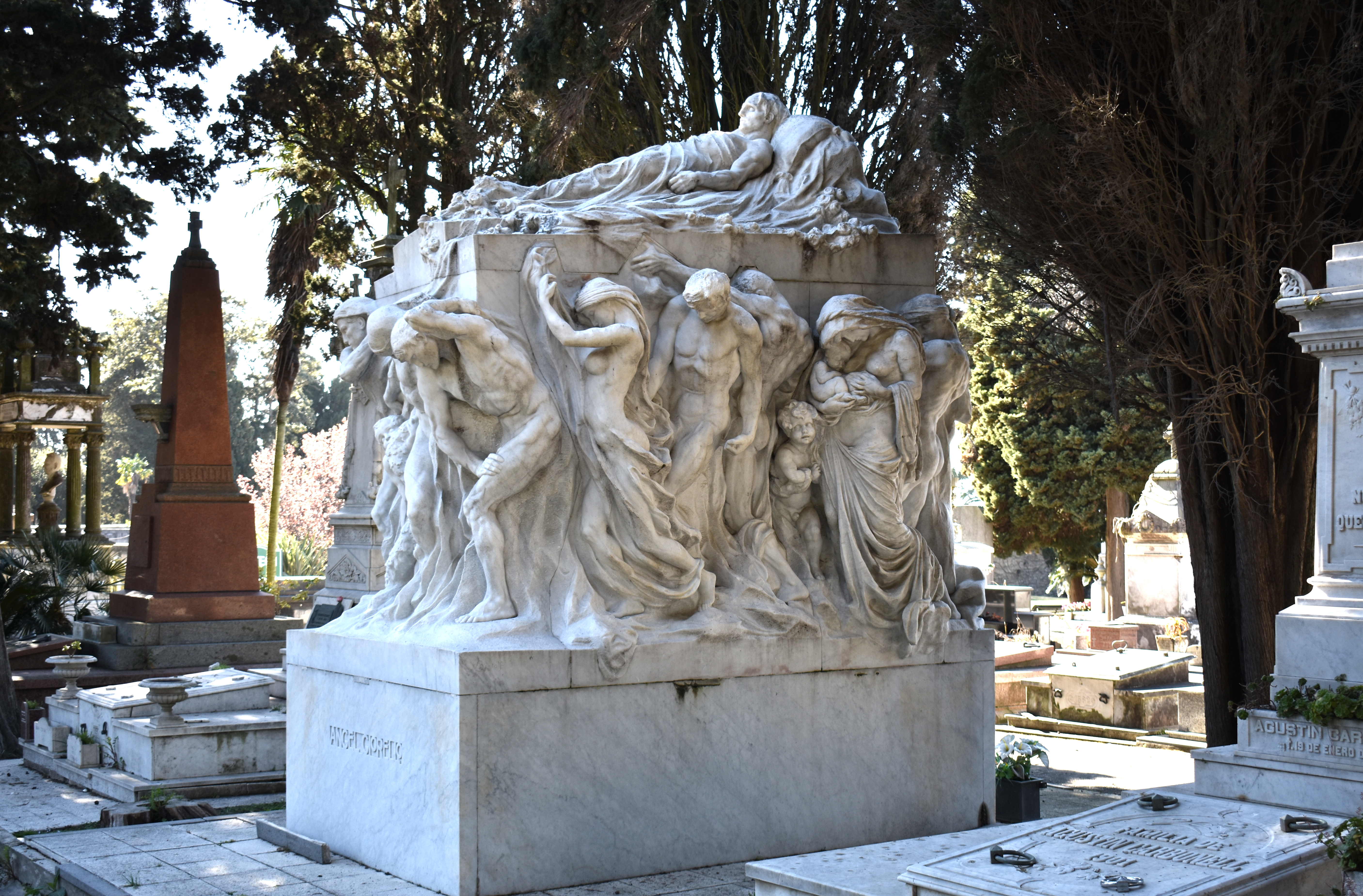
Tomba Giorello, Cimitero del Buceo, Montevideo, Uruguay
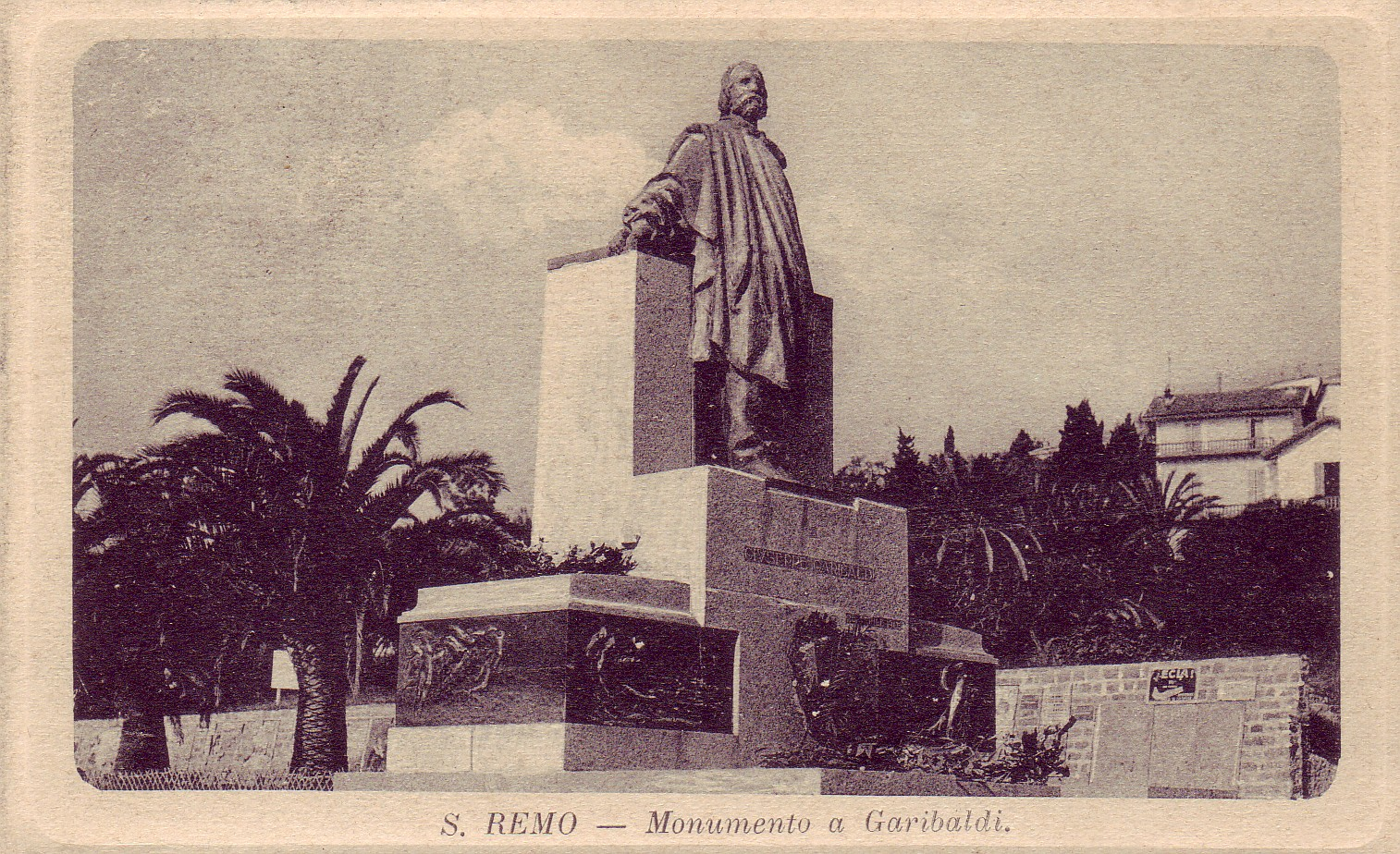
Monumento a Giuseppe Garibaldi, inaugurato il 26 aprile 1908 a Sanremo in una immagine dell'epoca

## Collocazione delle opere
Sue opere si possono ammirare a Cuneo (cimitero, tomba Pansa), La Loggia, Peveragno,  inoltre a Montevideo il monumento a Giorello e a Zurigo il monumento alla famiglia Abegg.
Più di 170 opere sono esposte alla Gipsoteca Leonardo Bistolfi di Casale Monferrato. In cinque sale sono esposti terrecotte, disegni, plastiline, bozzetti, modelli in gesso ed alcuni marmi e bronzi. Nel 2022 la collezione della Gipsoteca è stata ampliata con l'aggiunta di una consistente donazione effettuata da parte degli eredi dello scultore, composta da opere plastiche, grafiche e pittoriche realizzate dall'artista, che è possibile ammirare nella Sala delle Lunette del Museo Civico di Casale Monferrato.
Sue opere son presenti anche nella Cappella Bricherasio a Fubine (AL) e nel Cimitero monumentale di Staglieno di Genova dove il suo lavoro ha influenzato in modo non indifferente gli scultori operanti soprattutto nell'arte funeraria. Una copia de Gli Amanti è custodita presso la Villa Contarini a Piazzola sul Brenta in provincia di Padova, dove è presente anche il celebre Cristo che cammina sulle acque. Leonardo Bistolfi, in qualità di amico del pittore Giovanni Segantini, realizzò il monumento che ricorda il pittore nella sua città natale ad Arco, nel Garda Trentino, su suggerimento di Alberto Grubicy.
Elenco dei musei che espongono opere dell'artista:
- Complesso del Vittoriano, Roma
- Galleria civica d'arte moderna e contemporanea, Torino
- Galleria Nazionale d'Arte Moderna, Roma
- Galleria Comunale d'Arte, Cagliari
- Gipsoteca Leonardo Bistolfi, Casale Monferrato (AL)
- Museo d'Orsay, Parigi
- Museo Casa Natale di Michelangelo Buonarroti, Caprese Michelangelo (AR)
- Museo nazionale d'arte occidentale, Tokyo